# Veton Berisha
Veton Berisha (* 13. April 1994 in Egersund) ist ein norwegischer Fußballspieler. Der Stürmer steht beim norwegischen Erstligisten Molde FK unter Vertrag.

## Karriere

### Vereine
Berisha begann seine Karriere in der Jugend des Egersunds IK und wechselte zur Saison 2011 zu Viking Stavanger. Am 19. Mai 2011 debütierte er bei der 1:3-Niederlage gegen Tromsø IL in der Tippeligaen. Sein erstes Tor erzielte er am 17. Juli 2011 zum 1:0-Sieg im Heimspiel gegen den Aalesunds FK. Zur Saison 2015/16 wechselte Berisha zum deutschen Zweitligisten SpVgg Greuther Fürth, für den er am 25. Juli 2015 beim 1:0-Sieg gegen den Karlsruher SC in der 2. Bundesliga debütierte. Eine Woche später erzielte er beim 2:2 bei RB Leipzig sein erstes Tor für die Fürther. Im August 2017 wechselte er zum österreichischen Bundesligisten SK Rapid Wien, bei dem er einen bis Juni 2020 gültigen Vertrag erhielt. Im März 2019 kehrte er nach Norwegen zurück und wechselte zu Brann Bergen, wo er einen bis Dezember 2022 laufenden Vertrag erhielt. Im Januar 2020 ging er zum Ligakonkurrenten Viking Stavanger, für den er bereits von 2011 bis 2015 gespielt hatte. Dort absolvierte Berisha in den folgenden Jahren insgesamt 75 Pflichtspiele und erzielte dabei 53 Treffer. Im Sommer 2022 nahm ihn der schwedische Erstligist Hammarby IF unter Vertrag. Ende Januar 2023 wechselte er nach Norwegen zum Molde FK, wo er einen Vertrag mit einer Laufzeit von vier Jahren unterschrieb.

### Nationalmannschaft
Berisha durchlief von der U15 an alle Jugendnationalmannschaften des norwegischen Fußballbundes. Von August 2013 bis März 2016 kam er 15-mal für die U-21-Auswahl zum Einsatz und erzielte insgesamt zwei Tore. Am 29. Mai 2016 debütierte Berisha bei der 0:3-Niederlage gegen Portugal in der A-Nationalmannschaft. Eine Woche später erzielte er bei einer 2:3-Niederlage gegen Belgien sein erstes A-Länderspieltor. Am 4. September 2016 kam Berisha bei der 0:3-Niederlage gegen Deutschland erstmals in einem Pflichtspiel zum Einsatz.

## Familie
Berishas älterer Bruder Valon (* 1993) ist ebenfalls Fußballprofi. Er spielte auch für die norwegische Nationalmannschaft, entschied sich allerdings, nach der Aufnahme des kosovarischen Fußballverbandes in die UEFA sowie in der FIFA, für die kosovarische Auswahl zu spielen.